# Michael Petković
Michael Petković (Fremantle, 16. srpnja 1976.) je bivši australski nogometni vratar. hrvatskog podrijetla.

## Klupska karijera
Počeo je u nogometnom klubu Spearwood Dalmatinac, zatim Perth Kangaroos pa opet Spearwood Dalmatinac da bi 1995. godine prešao u South Melbourne FC u kojem ostaje do 1999. godine kada odlazi na godinu dana u francuski nogometni klub Strasbourg. Poslije Strasbourga vraća se u Australiju, u South Melbourne FC da bi 2001. godine bio posuđen u norveški klub Lillestrom. 2002. godine Petković odlazi u turski klub Trabzonspor gdje ostaje do 2005. godine a zatim, iste godine, prelazi u Sivasspor. Godine 2010. vraća se u Australiju i potpisuje za nogometni klub Melbourne Victory koji se natječe u A Ligi.    

## Reprezentativna karijera
Za australsku nogometnu reprezentaciju branio je u 7 utakmica a debitirao je 1999. godine u prijateljskom susretu protiv Manchester Uniteda.

## Vanjske poveznice
- Michael Petković statistika na ozfootball.net (engl.)